# Đại sứ quán Việt Nam tại Mông Cổ
Đại sứ quán nước Cộng hòa xã hội chủ nghĩa Việt Nam tại Ulaanbaatar là cơ quan đại diện ngoại giao chính thức của nước Cộng hòa Xã hội chủ nghĩa Việt Nam tại Mông Cổ, chịu trách nhiệm phát triển và duy trì quan hệ giữa hai nước.

## Nhiệm kỳ
- Hoàng Văn Hoan (1950 – 1957) kiêm nhiệm Trung Quốc và Triều Tiên
- Trần Tử Bình (1959 –) kiêm nhiệm Trung Quốc[1]
- Phan Đăng Cương (2014 – 2017)[2]
- Đoàn Thị Hương (2017–2020)[3]
- Doãn Khánh Tâm (2021 – 2024)[4]
- Nguyễn Tuấn Thanh (2024 – đương nhiệm)[5]